# Mirrie Hill
Pour les articles homonymes, voir Hill.
 (février 2022).
La mise en forme du texte ne suit pas les recommandations de Wikipédia : il faut le « wikifier ».
Les points d'amélioration suivants sont les cas les plus fréquents. Le détail des points à revoir est peut-être précisé sur la page de discussion.
- Les titres sont pré-formatés par le logiciel. Ils ne sont ni en capitales, ni en gras.
- Le texte ne doit pas être écrit en capitales (les noms de famille non plus), ni en gras, ni en italique, ni en « petit »…
- Le gras n'est utilisé que pour surligner le titre de l'article dans l'introduction, une seule fois.
- L'italique est rarement utilisé : mots en langue étrangère, titres d'œuvres, noms de bateaux, etc.
- Les citations ne sont pas en italique mais en corps de texte normal. Elles sont entourées par des guillemets français : « et ».
- Les listes à puces sont à éviter, des paragraphes rédigés étant largement préférés. Les tableaux sont à réserver à la présentation de données structurées (résultats, etc.).
- Les appels de note de bas de page (petits chiffres en exposant, introduits par l'outil «  Source ») sont à placer entre la fin de phrase et le point final[comme ça].
- Les liens internes (vers d'autres articles de Wikipédia) sont à choisir avec parcimonie. Créez des liens vers des articles approfondissant le sujet. Les termes génériques sans rapport avec le sujet sont à éviter, ainsi que les répétitions de liens vers un même terme.
- Les liens externes sont à placer uniquement dans une section « Liens externes », à la fin de l'article. Ces liens sont à choisir avec parcimonie suivant les règles définies. Si un lien sert de source à l'article, son insertion dans le texte est à faire par les notes de bas de page.
- La présentation des références doit suivre les conventions bibliographiques. Il est recommandé d'utiliser les modèles {{Ouvrage}}, {{Chapitre}}, {{Article}}, {{Lien web}} et/ou {{Bibliographie}}. Le mode d'édition visuel peut mettre en forme automatiquement les références.
- Insérer une infobox (cadre d'informations à droite) n'est pas obligatoire pour parachever la mise en page.

Pour une aide détaillée, merci de consulter Aide:Wikification.
Si vous pensez que ces points ont été résolus, vous pouvez retirer ce bandeau et améliorer la mise en forme d'un autre article.
Mirrie Irma Hill, née Solomon le 1er décembre 1889 et morte le 1er mai 1986, est une compositrice australienne.

## Biographie
Mirrie Irma Jaffa Hill est née le 1er décembre 1889 dans la banlieue de Sydney à Randwick. Elle était la plus jeune des trois enfants de Levien Jaffa Solomon et de Kate Caroline. 
Elle développe très tôt une oreille musicale, elle est notamment capable de détecter des dissonances et sort de la pièce en courant à chaque fois que sa tante jouait les Chansons sans paroles de Mendelssohn. 
Elle étudie la composition avec Alfred Hill, qui deviendra plus tard son mari, à la Shirley School, Edgecliff.
La première œuvre orchestrale de Mirrie Hill, Rhapsody for Piano and Orchestra, est interprétée en 1914 à l'hôtel de ville de Sydney, avec Alfred Hill comme chef d'orchestre, Godfrey Smith et la Sydney Amateur Orchestral Society. La Première Guerre mondiale l'empêche de partir étudier en Allemagne, elle part donc au Conservatoire de musique d'État de Nouvelle-Galles du Sud (en), où le directeur Henri Verbrugghen lui offre une bourse.
En 1918 après avoir terminé ses études au Conservatoire, Hill y est nommée professeure adjointe d'harmonie, de contrepoint et de composition.
Elle prend sa retraite du Conservatoire en 1944, Hill travail ensuite de 1959 à 1966 comme examinateur pour l'Australian Music Examinations Board.
Elle mène notamment des recherches musicales inspirée des peuples autochtones d'Australie. Projet qu'elle commence lorsque l'anthropologue Charles P. Mountford lui demande de composer la musique du film qu'il réalisait sur la vie aborigène. Pour l'inspirer, Mountford donne à Hill des enregistrements qu'il avait faits d'interprétations de chansons indigènes australiennes. Hill s'est inspirée de ces enregistrements pour sa suite Three Aboriginal Dances et Arnhem Land Symphony . Bien que les chansons autochtones aient fortement influencé la symphonie de Hill, elle a expliqué par la suite que la symphonie n'était pas censée être spécifiquement autochtone dans sa composition,.
Mirrie Hill a décrit sa propre musique comme « [n'étant] pas un langage très moderne mais étant entièrement individuelle quant au style et au contenu ». 
Elle compose dans de nombreux genres différents, avec une préférence pour la musique orchestrale classique. Elle crée plus de cinq cents pièces, allant de la musique de chambre, et musiques de films aux œuvres d'étude pour enfants. 
Bien qu'elle ait créé de nombreuses pièces de musique plus longues pour orchestre et ensembles, Hill était connue comme une « miniaturiste » car la plus grande partie de ses œuvres publiées sont des œuvres courtes.

## Vie privée
En 1921, elle épouse son ancien professeur, Alfred Hill, celui-ci a trois enfants d'un précédent mariage. Le couple n'aura pas d'enfants. Ils se marient dans la banlieue de Sydney, à Mosman, où ils construisent une maison, ils y vivront la majeure partie de leur vie. 
Alfred Hill, son mari, fut un compositeur reconnu, aussi le travail de Mirrie Hill a souvent été négligé. Elle fit passer la carrière de son mari avant la sienne, mais après la mort de son mari, son œuvre fut redécouverte et elle connut une nouvelle reconnaissance.
En 1975, elle est nommée membre à vie de la Fellowship of Australian Composers et, en 1980, elle est nommée OBE (Officier of the Most Excellent Order of the British Empire).

## Travaux
- Rhapsodie pour piano et orchestre (1914)
- Les ruelles feuillues du Kent (1950)
- Trois pièces miniatures pour piano
- Trois danses aborigènes (Brolga, Les femmes Kunkarankara, Nalda de l'écho) (1950)
- Symphonie de la Terre d'Arnhem (1954)

Ses œuvres ont été enregistrées et publiées sur CD, notamment :
- Danse des hommes sauvages – Œuvres australiennes de musique pour piano du début du XXe siècle

Les travaux supplémentaires incluent :
- Méditation (1954)
- Marche d'un robot (1973)
- Danse de la souris rusée (1973)
- Mon oiseau chante (1973)
- Joyeux diablotin (1976)
- Viens l'été (1969)
- Trois belles souris (1970)
- Bobine de tuyau (1970)
- Fantasmes d'enfant (1935)
- Croquis de jardin (1934)
- M. Roo (1948)
- Oiseaux cloches (1952)
- Le faon dansant (1969)
- Airs de fête (1957)
- Tout en un jour (1950)
- Trois airs des Highlands (1971)
- Pieds dansants (1950)
- Vent de saule (1973)
- Perdu - mon petit chiot noir : il s'enfuit (1949)
- À louer (1949)
- Rêves (1942)
- Valse (1942)